# Tiquilia canescens
Tiquilia canescens är en strävbladig växtart som först beskrevs av Dc., och fick sitt nu gällande namn av A. Richardson. Tiquilia canescens ingår i släktet Tiquilia och familjen strävbladiga växter. Utöver nominatformen finns också underarten T. c. pulchella.

## Bildgalleri

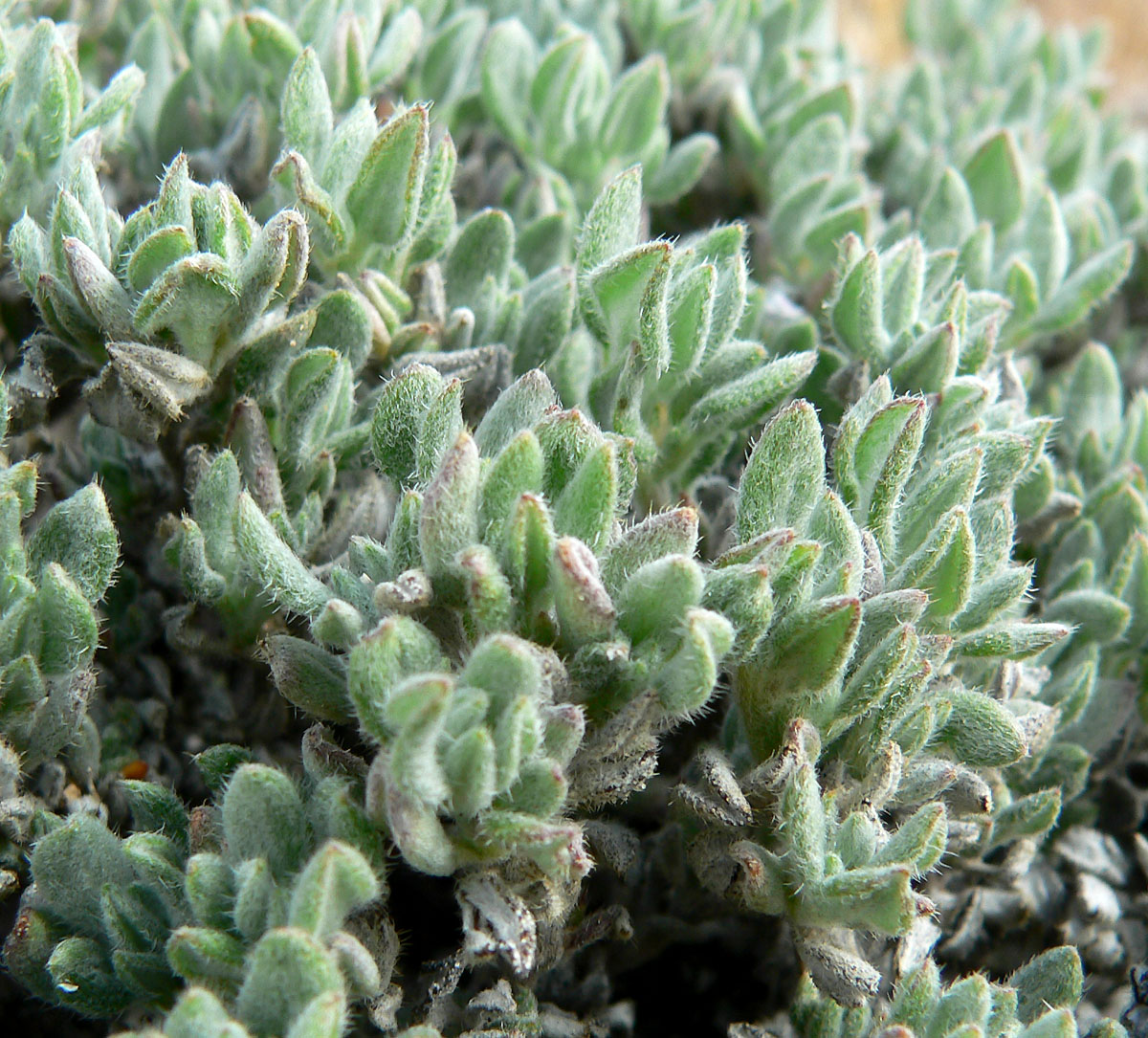
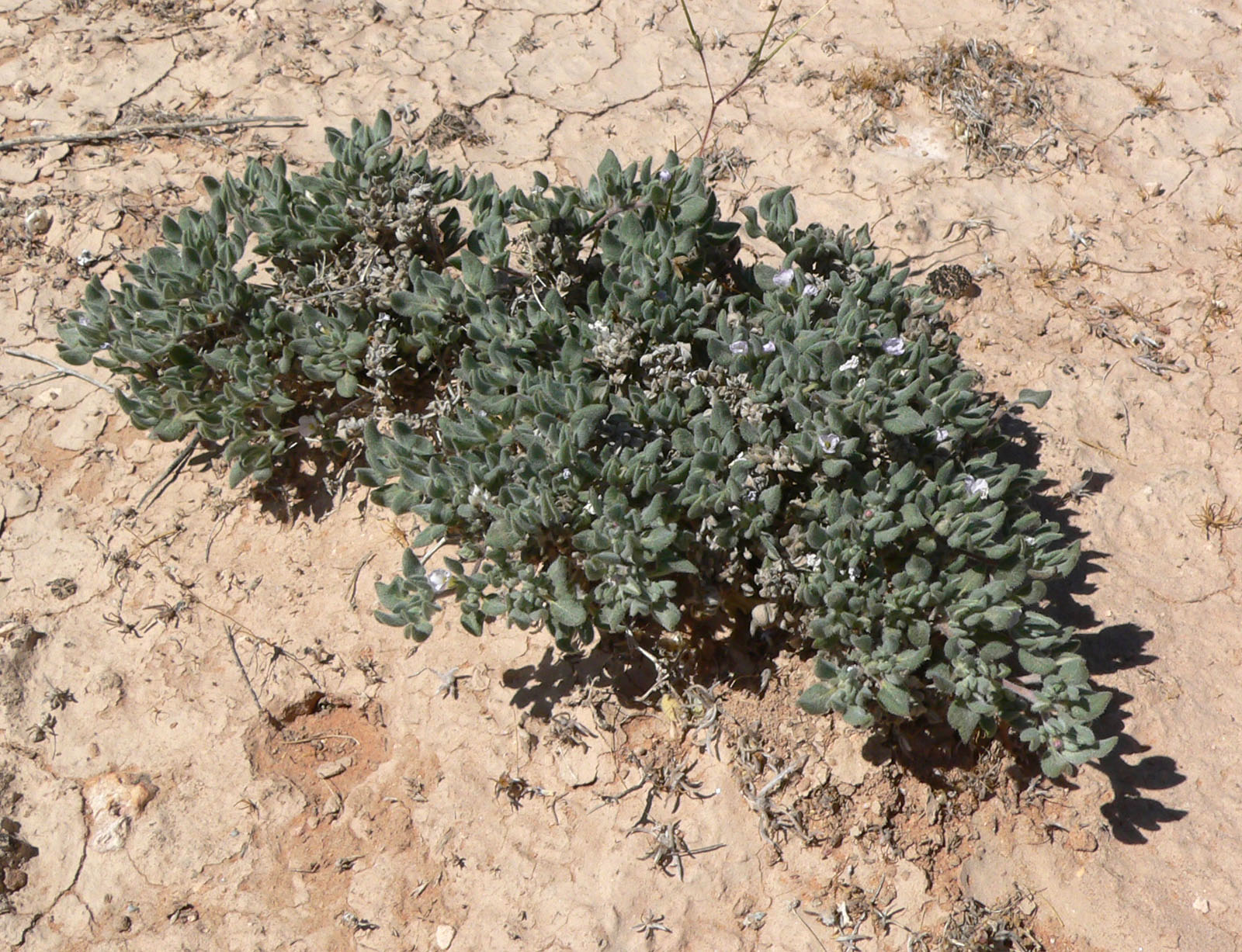
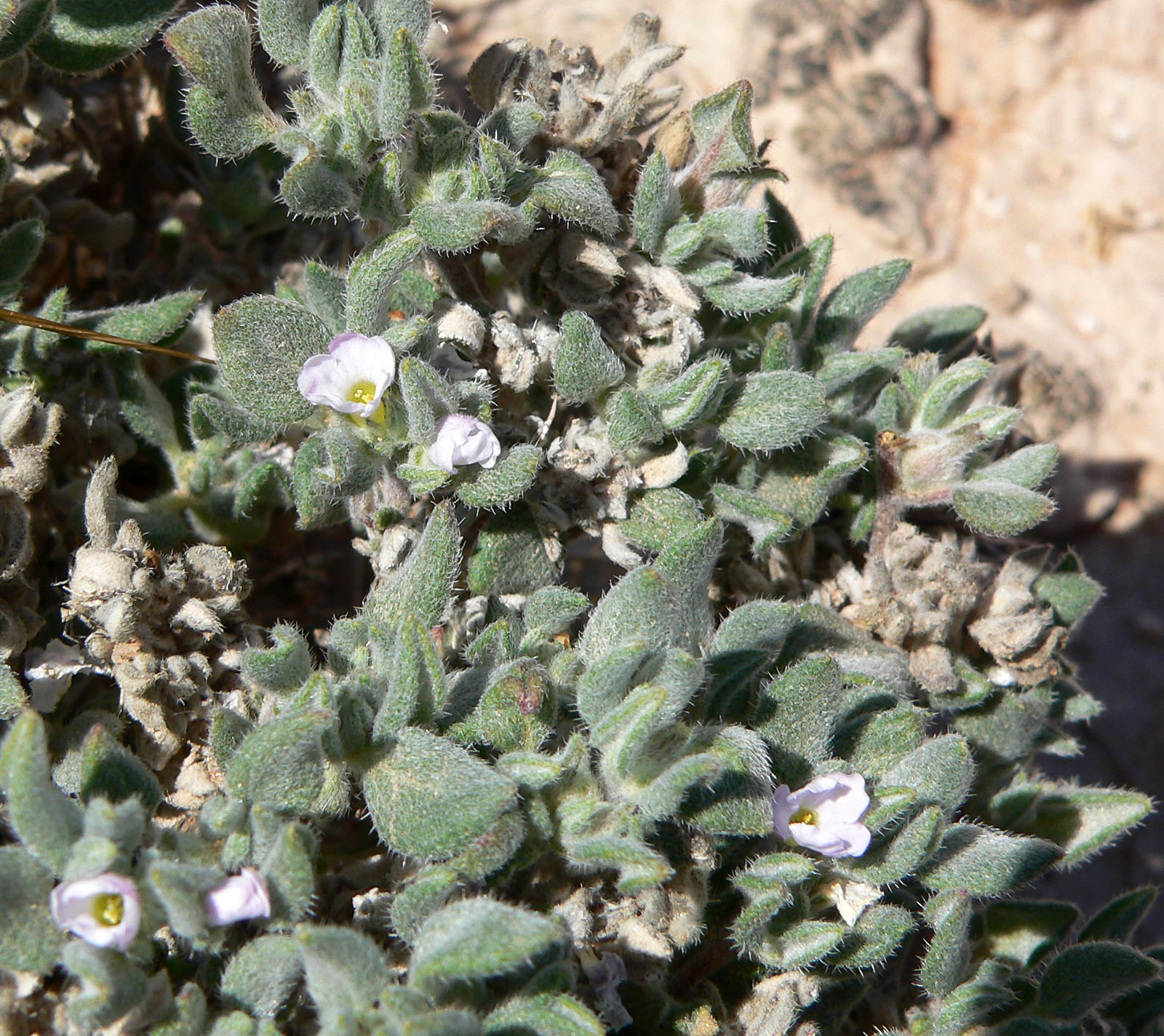
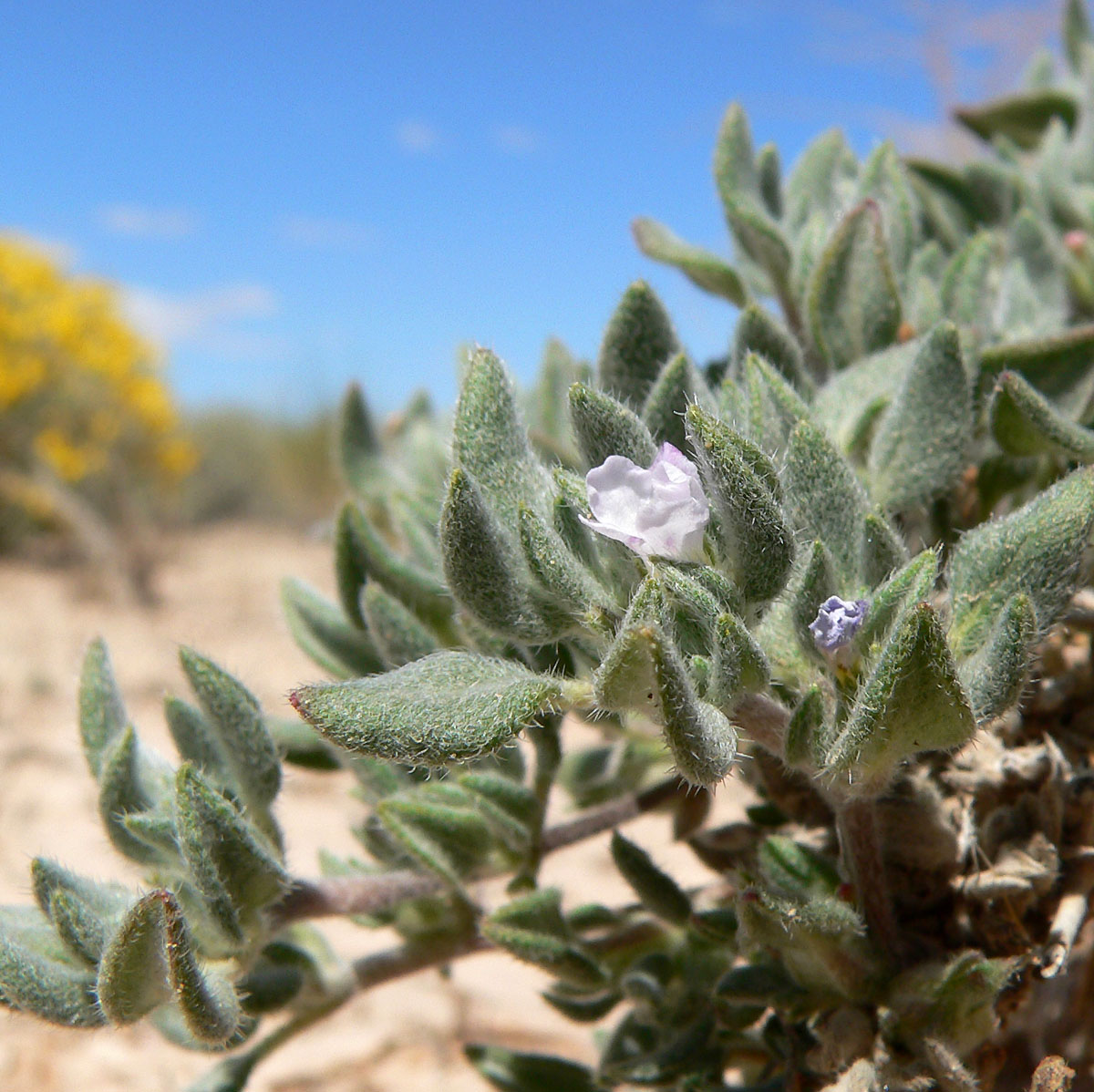
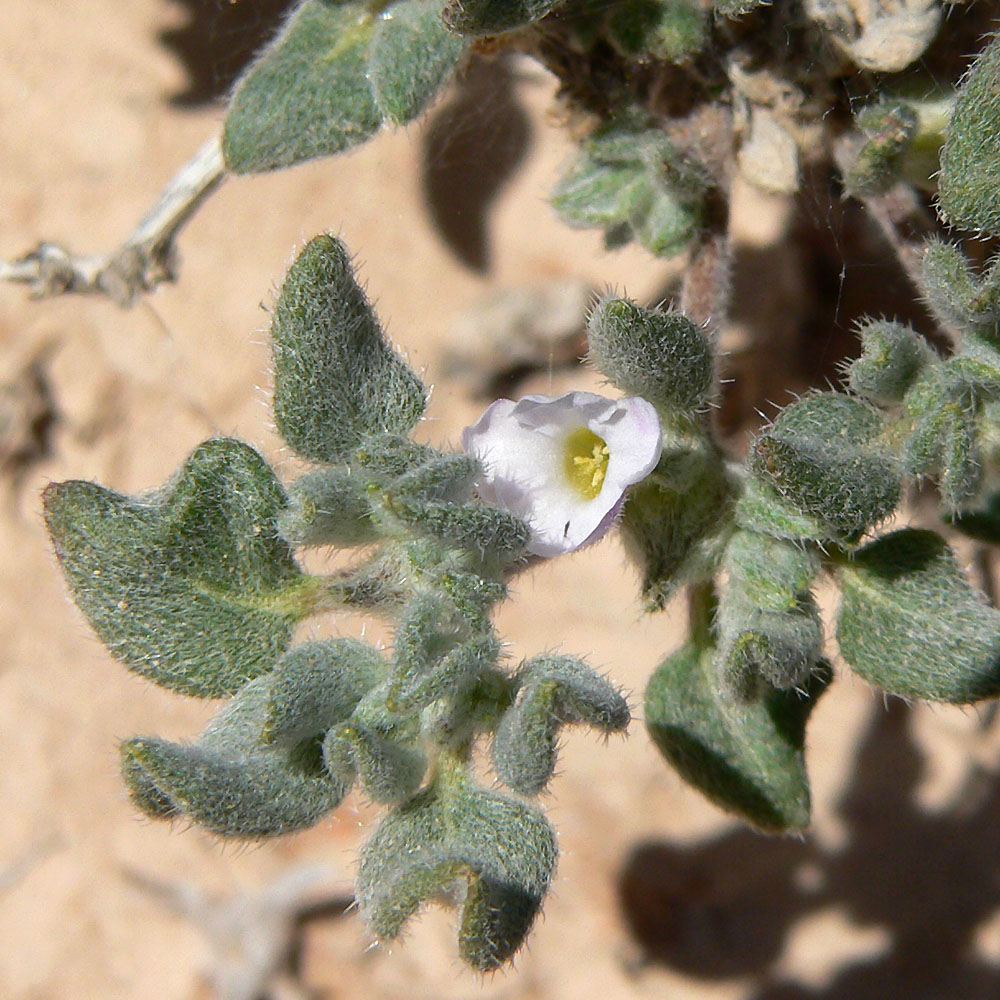
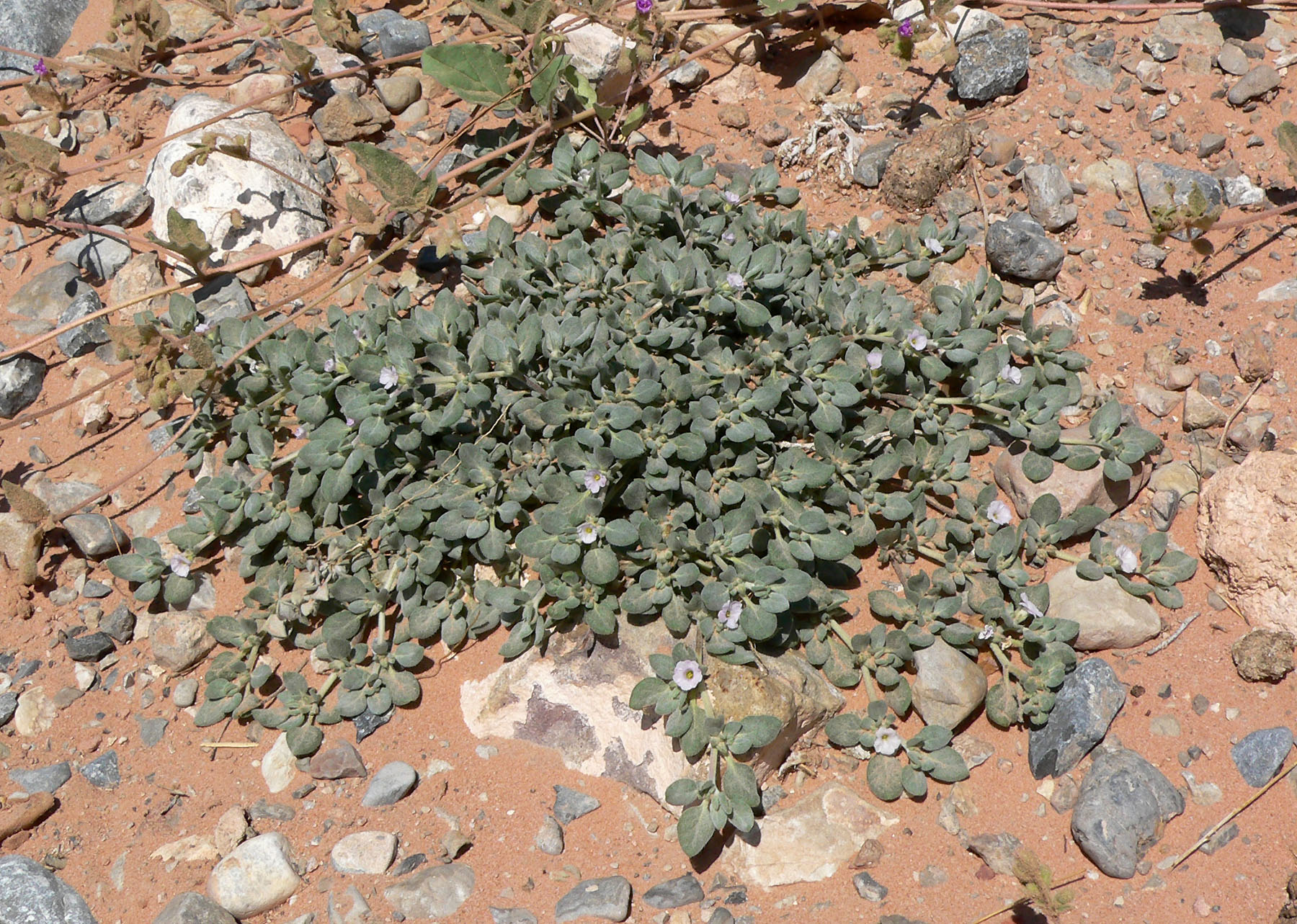